# Bukovje Podvrško
 Bukovje Podvrško  falu Horvátországban Zágráb megyében. Közigazgatásilag Szamoborhoz tartozik.

## Fekvése
Zágrábtól 26 km-re, községközpontjától 8 km-re délnyugatra a Zsumberk-Szamobori-hegység lejtőin fekszik.

## Története
1857-ben 61, 1910-ben 84 lakosa volt. Trianon előtt Zágráb vármegye Szamobori járásához tartozott. 2011-ben 31 lakosa volt.

## Lakosság
| Lakosság változása | Lakosság változása | Lakosság változása | Lakosság változása | Lakosság változása | Lakosság változása | Lakosság változása | Lakosság változása | Lakosság változása | Lakosság változása | Lakosság változása | Lakosság változása | Lakosság változása | Lakosság változása | Lakosság változása | Lakosság változása |
| ------------------ | ------------------ | ------------------ | ------------------ | ------------------ | ------------------ | ------------------ | ------------------ | ------------------ | ------------------ | ------------------ | ------------------ | ------------------ | ------------------ | ------------------ | ------------------ |
| 1857               | 1869               | 1880               | 1890               | 1900               | 1910               | 1921               | 1931               | 1948               | 1953               | 1961               | 1971               | 1981               | 1991               | 2001               | 2011               |
| 61                 | 0                  | 0                  | 66                 | 79                 | 84                 | 88                 | 106                | 109                | 113                | 99                 | 77                 | 69                 | 57                 | 46                 | 31                 |

## Külső hivatkozások
- Szamobor hivatalos oldala
- Szamobor város turisztikai egyesületének honlapja